# Обелиск в Александровском саду
Обели́ск в Алекса́ндровском саду́ (также известен как Романовский обелиск и Памятник выдающимся мыслителям и деятелям борьбы за освобождение трудящихся) — московский монумент, расположенный в Александровском саду рядом с Итальянским гротом и Средней Арсенальной башней. Выполнен в русском стиле по проекту архитектора Сергея Власьева. Открыт 10 июня 1914 года по случаю отмечавшегося в предшествующем году трёхсотлетия дома Романовых. В 1918-м был реконструирован под руководством архитектора Николая Всеволожского: вместо имён царей на памятник поместили имена 19 революционных мыслителей. В 2013 году монументу вернули близкий к первоначальному облик.

## История

### Российская империя

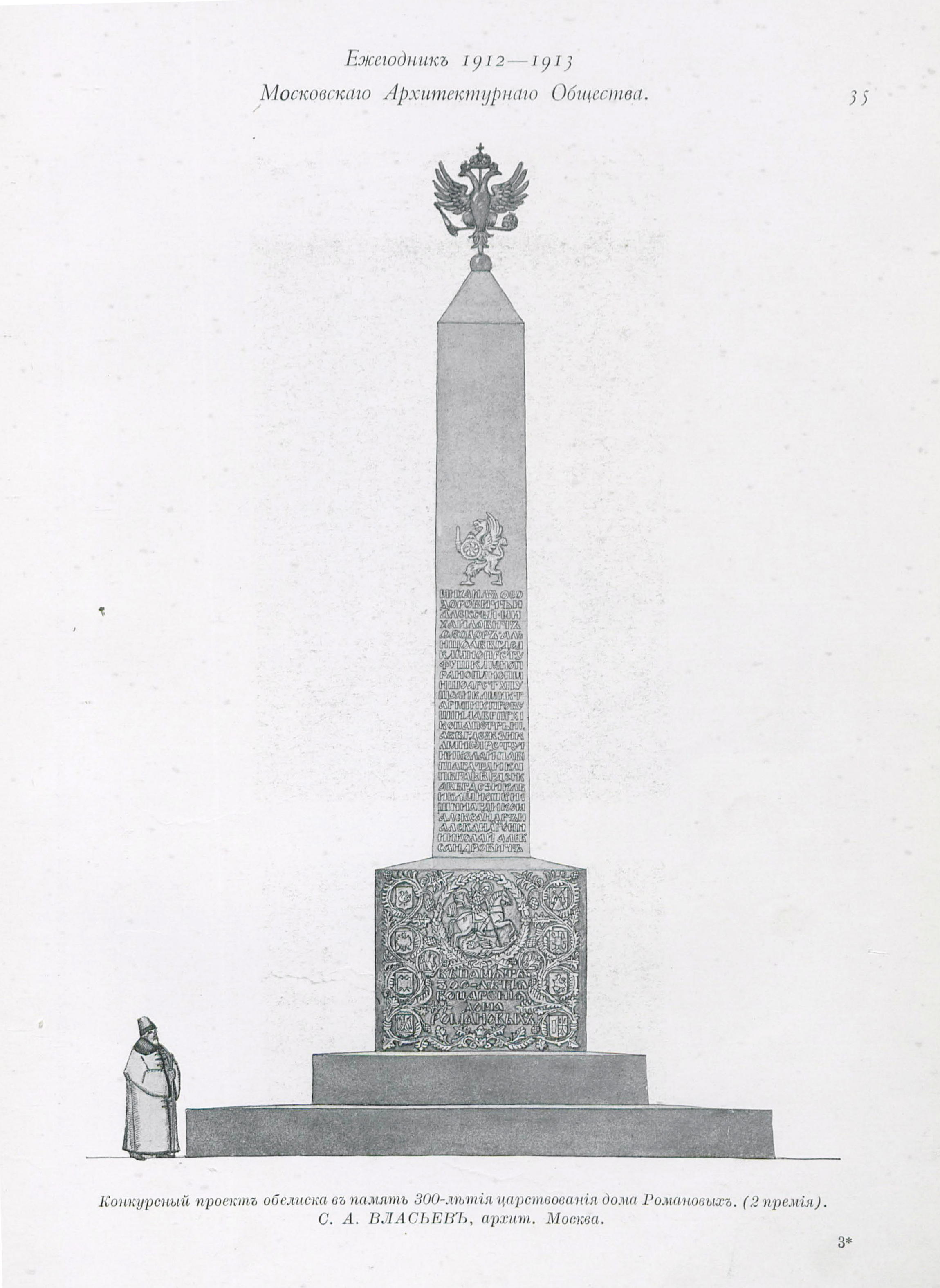
Конкурсный проект Сергея Власьева, 1912—1913 годы

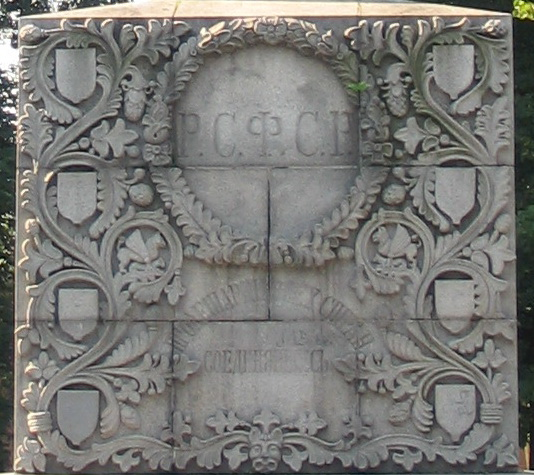
Основание обелиска после советской реконструкции, 2008 год

В 1911 году Московская городская дума предложила установить памятник в честь 300-летнего юбилея царствующей династии Романовых и организовала открытый конкурс проектов. По его итогам первое место получила работа архитектора Николая Роговина «Цесаревич», представлявшая собой круглую колонну, украшенную орнаментом и увенчанную шапкой Мономаха. Вторую премию жюри присудило преподавателю Строгановской художественной академии Сергею Власьеву, выполнившему проект «Правда». Третье место с проектом «300/а» — колонной с чугунными досками, изображающими царей Михаила Фёдоровича и Николая II, — занял архитектор Михаил Кондратьев. Однако к исполнению была принята работа Власьева, на её реализацию городская дума ассигновала из бюджетных средств 50 тысяч рублей.
Обелиск решили установить у входа в Александровский сад. Так как первоначальный замысел автора не вызвал одобрения со стороны Академии художеств и требовал доработки, к возведению памятника приступили весной 1914 года. Торжественная церемония закладки монумента состоялась 18 апреля, на ней присутствовали представители различных сословий: генерал от кавалерии Михаил Степанов, начальник Московского дворцового управления князь Николай Одоевский-Маслов, генерал-майор Александр Адрианов, московский губернатор граф Николай Муравьёв, попечитель Московского учебного округа Александр Тихомиров, московский комендант генерал-майор Тарасий Горковенко, московский вице-губернатор Адриан Устинов, исполняющий должность московского городского головы Виктор Брянский, управляющий Московской казённой палатой Павел Кутлер, московский уездный предводитель дворянства князь В. В. Голицын, ректор Московского университета Матвей Любавский, прокурор окружного суда Сергей Тверской, старшина ремесленного сословия Игнатий Александров, городская управа в полном составе, гласные городской думы и приглашённые лица. После молебна, проведённого епископом Серпуховским Анастасием, первые камни в основание обелиска положили Брянский, Адрианов, Одоевский-Маслов, Муравьёв и политик Николай Гучков. Церемония завершилась троекратным исполнением национального гимна Российской империи.
Памятник был торжественно открыт 10 июня 1914 года в отсутствие представителей царской семьи. Газета «Московские ведомости» описывала это событие следующим образом:
Ведущие в Александровский сад с Воскресенской площади ворота и прилегающая к ним железная решетка были украшены национальными флагами. Около обелиска, ближе по кремлёвской стене, было устроено небольшое возвышение, красиво задрапированное гирляндами зелени; на возвышении была помещена особо чтимая москвичами святыня — чудотворная икона Иверской Божией Матери. По всей длине аллеи бульвара стояли шпалерами юнкера Александровского, Алексеевского и Тверского кавалерийского училищ и части войск Московского гарнизона с оркестром музыки.
В половине двенадцатого часа дня преосвященным Димитрием, епископом Можайским, в сослужении депутата духовного ведомства в Городской Думе протоиерея Н. С. Виноградова и другого духовенства было совершено молебствие с водоосвящением при стройном пении хора храма Христа Спасителя. Перед окончанием молебствия преосвященный Димитрий произнёс слово, в котором указал на высокое значение воздвигнутого памятника, долженствующего непрестанно вещать жителям Первопрестольной о великих заслугах перед Россией Царствующего Дома Романовых. Молебствие закончилось провозглашением многолетия Государю Императору, Государыне Императрице, Наследнику Цесаревичу и всему Царствующему Дому и вечной памяти в Бозе почивающим венценосным представителям Дома Романовых. После этого преосвященный Димитрий окропил св. водой сооруженный монумент со всех четырёх сторон. Хор исполнил национальный гимн.
Затем состоялся парад находившимся в саду частям войск. Парадом командовал командир 1-й гренадерской бригады генерал-майор Хольмсен. Принимавший парад командующий войсками Московского военного округа генерал от кавалерии П. А. Плеве, выступив на середину фронта войск, провозгласил здравицу за Обожаемого Державного Хозяина Русской Земли Государя Императора и весь Царствующий Дом. Войска, взяв «на-караул», ответили на это громовым, долго не смолкавшим ура; оркестр исполнил Боже, Царя храни! Затем генерал П. А. Плеве провозгласил тост за процветание и благоденствие города Москвы, соорудившего славный памятник: «Ура — Москве!» — произнёс генерал Плеве и в ответ на это раздалось могучее ура; оркестр исполнил Преображенский марш. И. д. городского головы В. Д. Брянский от имени города Москвы благодарил генерала П. А. Плеве за провозглашенную здравицу. Затем войска были пропущены церемониальным маршем. Генерал П. А. Плеве благодарил молодецки проходившие воинские части.

### Советский период

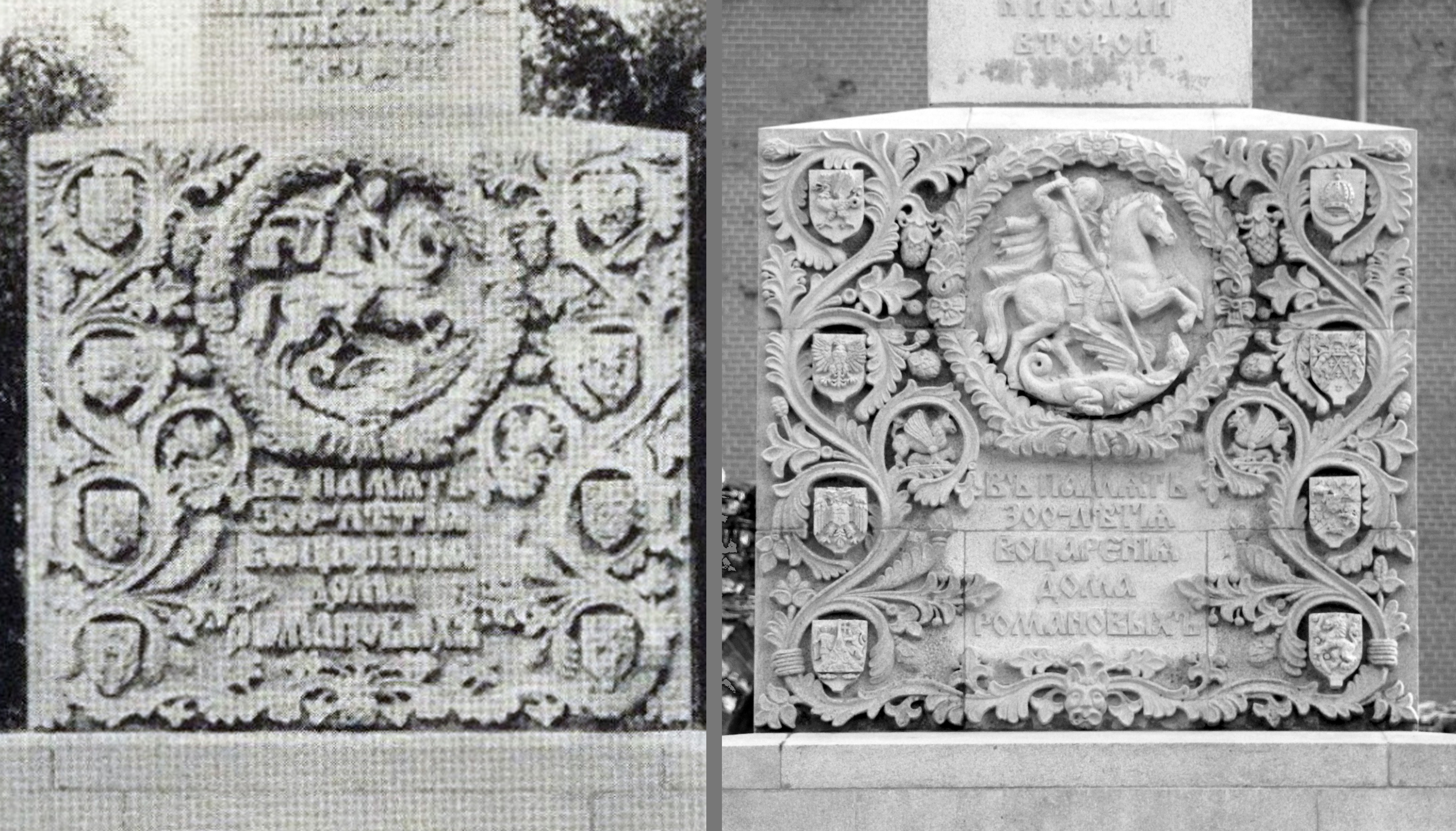
Основание обелиска в 1914 году и после реконструкции 2013-го

Принятый после Октябрьской революции ленинский план монументальной пропаганды предусматривал снос памятников царского режима. Декрет СНК РСФСР «О памятниках Республики» от 12 апреля 1918 года постановил заменить их монументами в честь деятелей революции. Обелиск в Александровском саду также собирались ликвидировать, однако председатель Совета народных комиссаров Владимир Ленин предложил убрать с него все упоминания о Романовых и поместить вместо них имена выдающихся революционеров.
Постановление о реконструкции монумента вышло 17 августа 1918 года. В течение августа-сентября под руководством архитектора Николая Всеволожского он был переделан. Газета «Правда» сообщала:
В Александровском саду заканчиваются работы по удалению надписей на обелиске Романовых. На этом обелиске будут выгравированы имена всех видных революционеров. Московским Совдепом на эту работу отпущено 150 тысяч рублей.
Открытие монумента под новым названием «Памятник-обелиск выдающимся мыслителям и деятелям борьбы за освобождение трудящихся» состоялось в день первой годовщины Октябрьской революции.
В 1966 году обелиск, первоначально находившийся у входа в Александровский сад, был перенесён к Итальянскому гроту в связи с сооружением мемориала «Могила Неизвестного Солдата».

### Современность
Предложения о восстановлении Романовского обелиска в его первоначальном виде к 400-летней годовщине начала воцарения дома Романовых неоднократно озвучивали представители общественности, в частности фонд «Возвращение». В 2013 году пресс-секретарь управления делами президента Виктор Хреков также сообщал, что монумент накренился и стал представлять опасность для посетителей Александровского сада из-за ошибок при его переносе в 1966-м. Специальная рабочая группа при министерстве культуры заключила, что обелиск необходимо отреставрировать, ему решили вернуть первоначальный облик. Деньги на ремонтные работы были выделены из государственного бюджета.
2 июля 2013 года памятник разобрали и увезли на реконструкцию, закончить которую планировалось к 4 ноября. Работы проводила компания «Альфастрой» под руководством скульптора Салавата Щербакова и архитектора Игоря Воскресенского. Для реконструкции был найден карельский гранит, который первоначально использовался при создании обелиска. В конце октября 2013 года восстановленный памятник начали монтировать.
Открытие обновлённого монумента состоялось 4 ноября 2013 года. На торжественной церемонии присутствовал министр культуры Владимир Мединский, обелиск освятил патриарх Кирилл.

## Художественные особенности

### Первоначальный вид
Четырёхгранный обелиск из серого гранита стоял на массивном кубе со ступенчатым основанием. Памятник венчал двуглавый бронзовый позолоченный орёл, закреплённый с помощью металлического стержня. На его фасаде располагался герб Романовых — грифон с мечом и щитом. Под ним были написаны имена царей и императоров из дома Романовых от Михаила Фёдоровича до Николая II. Имя царя Иоанна VI Антоновича на обелиске отсутствовало. На основании монумента размещались изображение Георгия Победоносца и малые гербы губерний и областей Российской империи в щитках. Подробное описание памятника оставила газета «Московские ведомости»:
По заданию композиции памятник представляет собою кубический постамент, на котором стоит обелиск, заканчивающийся бронзовым золочёным двуглавым орлом. Весь монумент покоится на двух плато, которые приподняты на 0,60 саженей над поверхностью земли. Монумент сооружается из серого финляндского гранита с рельефными надписями, гербами и орнаментом. Верхняя часть монумента (обелиск) состоит из семи монолитных гранитных кусков, а нижняя — из гранитных облицовочных плит. Венчающий обелиск двуглавый орёл предполагается из литой бронзы, чеканный и золочёный. Надпись на обелиске состоит из имён и отчеств всех царей и цариц Дома Романовых за минувшее трёхсотлетие в хронологическом порядке, начиная с царя Михаила Феодоровича и кончая Именем ныне царствующего Государя Императора. В верхней части этой надписи помещается родовой герб Дома Романовых, на постаменте — надпись, гласящая: «В память 300-летия воцарения Дома Романовых» и гербы: московский, казанский, астраханский, польский, сибирский, херсоно-таврический, грузинский; соединённые гербы великих княжеств: Киевского, Владимирского, Новгородского, герб Великого Княжества Финляндского.

### Советское время
Во время советской реконструкции внешний вид обелиска существенно изменился. Орёл с вершины был снят, во время его демонтажа каменная вершина памятника раскололась на пять частей. С основания скульптуры удалили гербы административных единиц Российской империи. Картуши и щитки от гербов оставили. Изображение Георгия Победоносца в центральном картуше заменили надписями «Р. С. Ф. С. Р.» и «Пролетарии всех стран, соединяйтесь!». Имена царей были сбиты с обелиска. На их место поместили имена 19 революционных мыслителей и политических деятелей, утверждённые Лениным. Их список составлял большевик Владимир Фриче.

### Современная версия
Памятник воссоздан по эскизам 1912 года. По наблюдениям скульпторов и активистов общественного движения «Архнадзор», вид современного обелиска несколько отличается от первоначальной версии монумента. Например, двуглавый орёл на вершине памятника имеет другое количество перьев на крыльях, другой размер и форму хвоста. Его корона отличается от оригинала 1914 года. Резной герб Романовых крупнее оригинального. Его рельеф превышен и имеет иной объёмный характер. При написании имён царей в новоделе использовался отличный от первоначального шрифт Cyrillic Izhitsa. Буквы имён стали уже, расстояние между ними увеличилось. В написании имён царей присутствуют ошибки. Изображение Георгия Победоносца в основании монумента не соответствует стилистике оригинала. Гербы губерний и областей размещены не сверху вниз, а слева направо.

Изображения обелиска
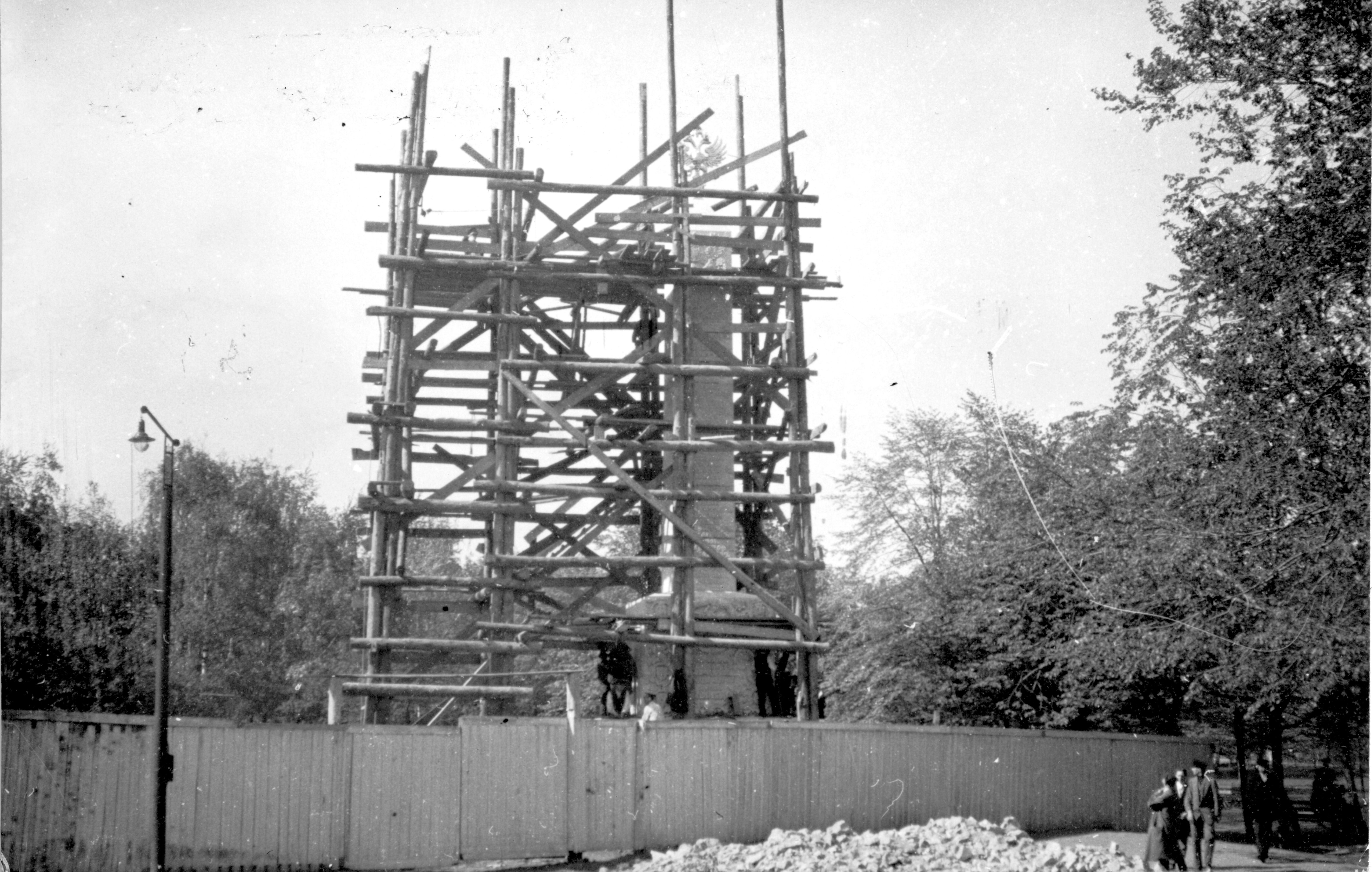
Монтаж монумента, 1914 год
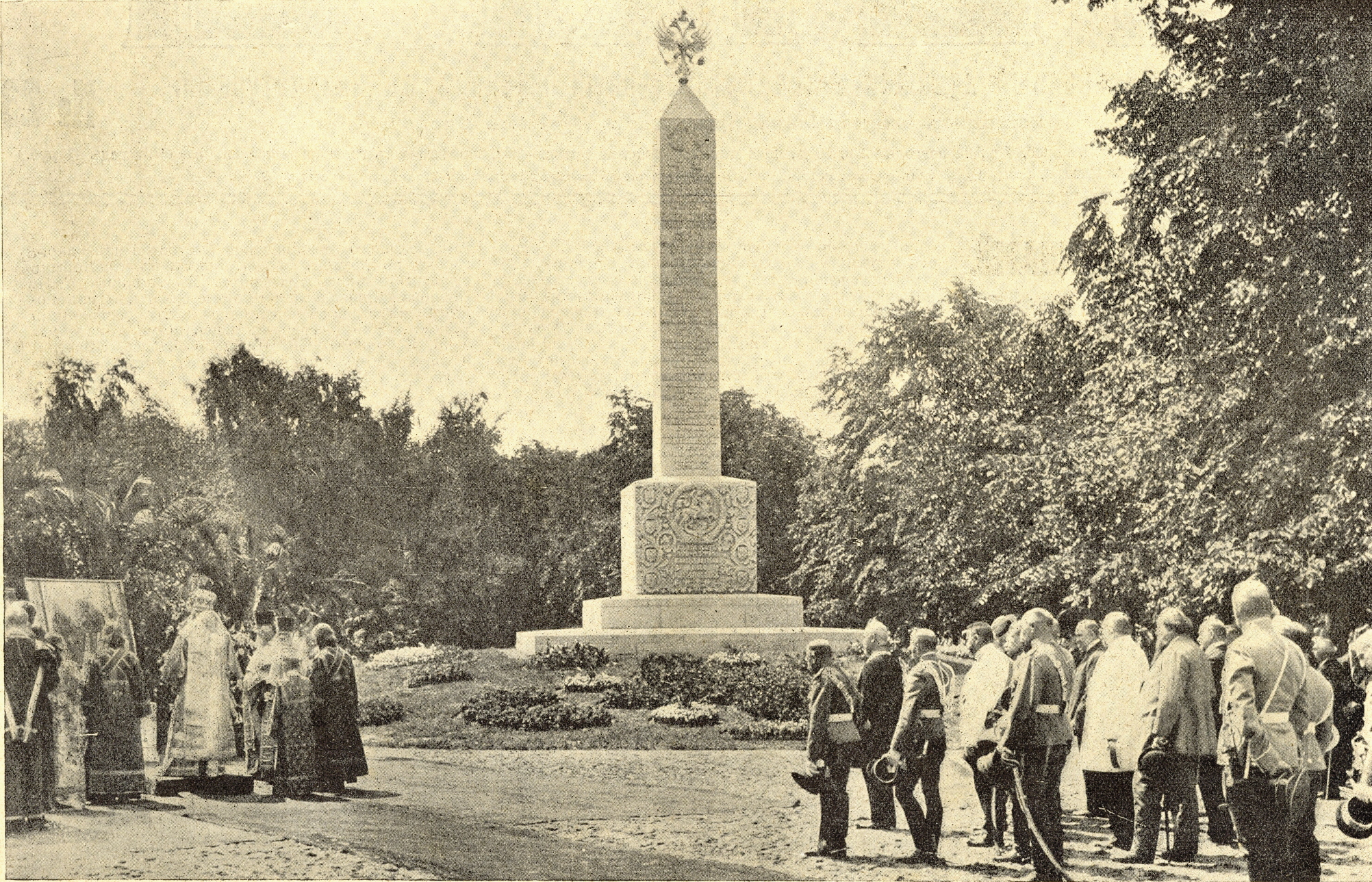
Открытие обелиска, 1914 год
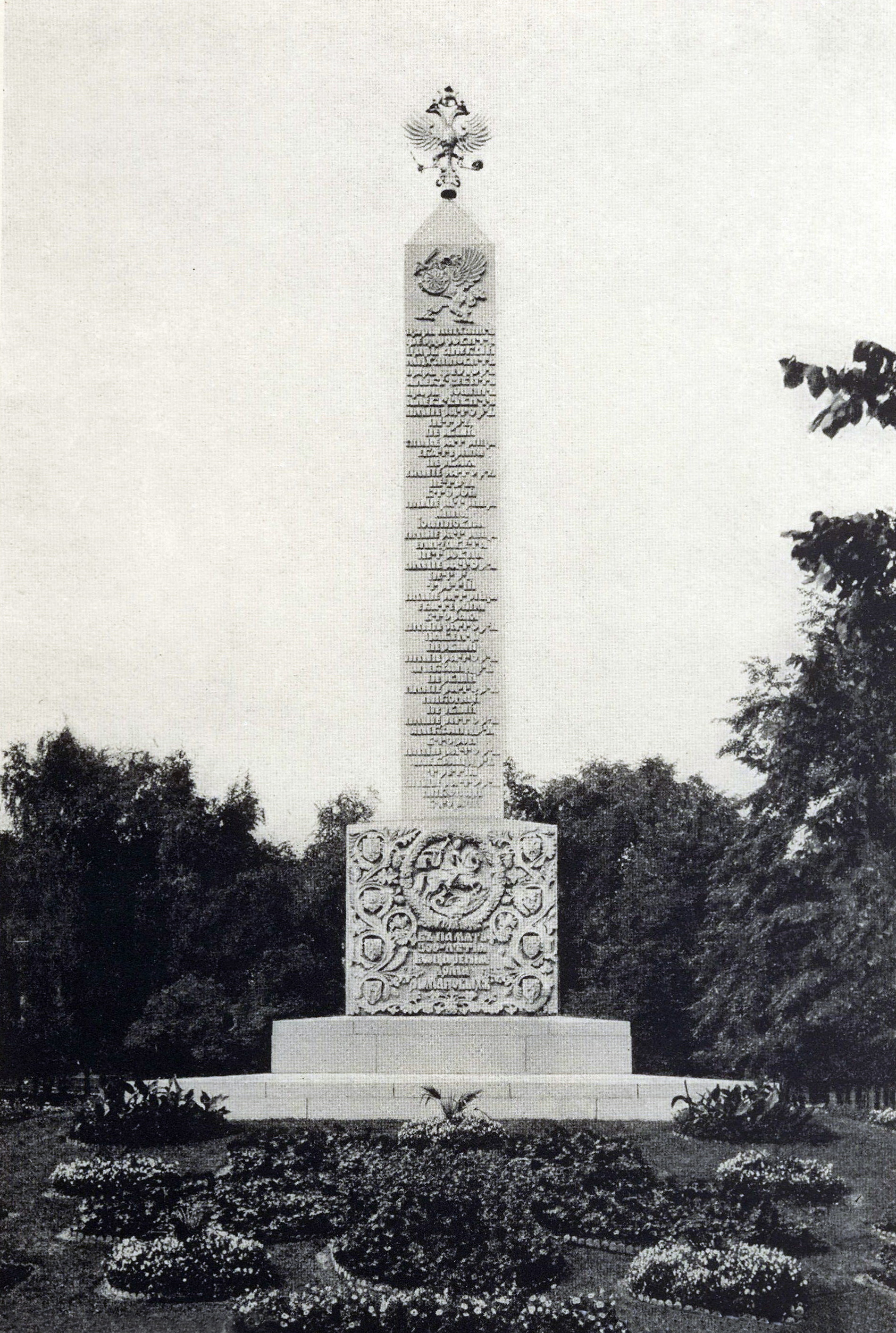
Романовский обелиск, 1914—1918 годы
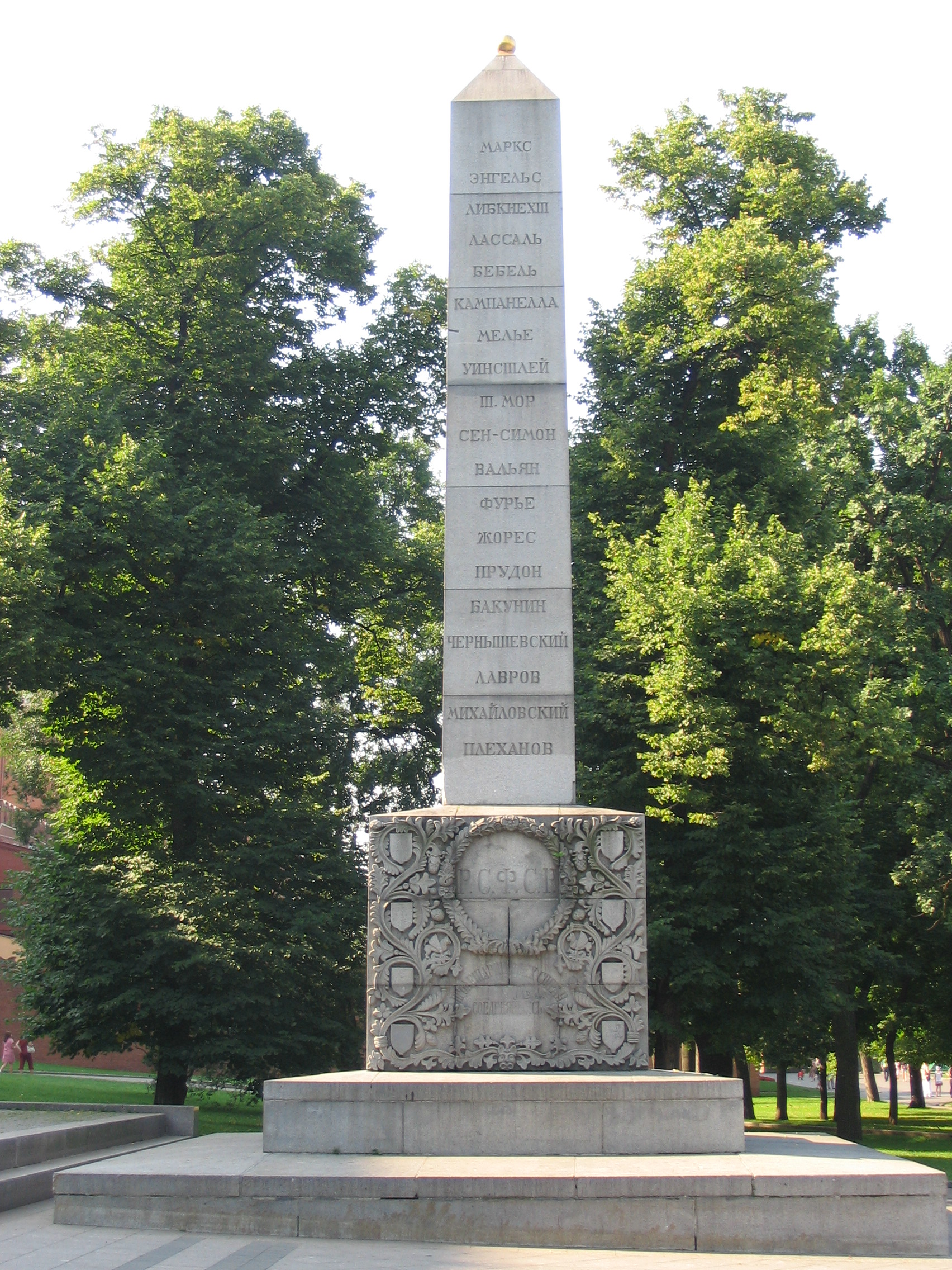
Памятник мыслителям-социалистам, 2008 год
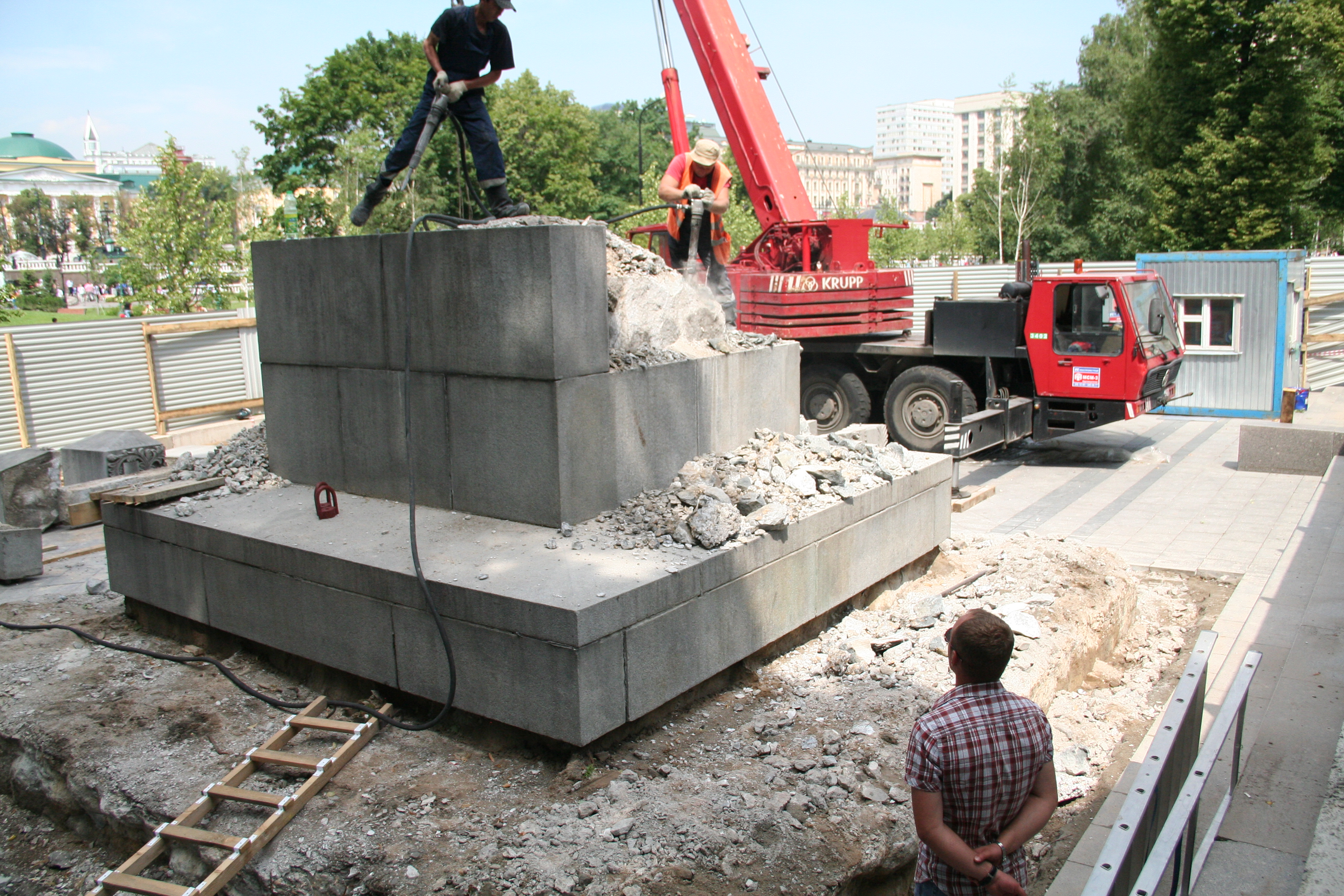
Демонтаж монумента, 2013 год